# Барковет, Эванс
Эванс Киплагат Барковет (азерб. Evans Kiplaqat Barkovet) — азербайджанский легкоатлет кенийского происхождения, победитель и призёр ряда международных турниров. Выступал в марафоне за Азербайджан на летних Олимпийских играх 2016 в Рио-де-Жанейро, став тем самым первым спортсменом из Азербайджана, представляющим страну в олимпийском марафоне.

## Биография
Эванс Барковет родился 5 марта 1988 года в Кении. В составе сборной этой страны Барковет никогда не выступал, поэтому разрешение на выступление Барковета за команду Азербайджана от Международной федерации лёгкой атлетики было получено быстро, даже без карантинного периода сроком в три года. Перейти в команду Азербайджана Барковета порекомендовал его менеджер.
В 2016 году на чемпионате Европы в Амстердаме занял 19 место в полумарафоне.